# HD 35984
HD 35984，又名BD+29 909，SAO 77205、HR 1822，是一颗恒星，视星等为6.24，位于銀經177.92，銀緯-2.81，其B1900.0坐标为赤經5h 23m 19.3s，赤緯+29° -2.81′ 24″。